# Dare e avere
Dare e avere è l'ultima raccolta di poesie di Salvatore Quasimodo pubblicata nel 1966 da Mondadori. Contiene 23 poesie composte dal 1959 al 1966 di argomenti e stili diversi disposte senza un ordine cronologico di stesura. 

## La struttura
Lista delle poesie nella raccolta (in ordine alfabetico): 
- Alla Liguria
- Balestrieri toscani
- Basta un giorno ad equilibrare il mondo
- Capo Caliakra
- Dalla riva del Balaton
- Dare e avere
- Glendalough
- Ho fiori e di notte invito i pioppi
- I Maya a Mérida
- Il silenzio non mi inganna
- Impercettibile il tempo
- La Chiesa dei negri ad Harlem
- Lungo L'Isar
- Nel cimitero di Chiswick
- Nell'isola
- Non ho perduto nulla
- Parole ad una spia
- Poesia d'amore
- Solo che amore ti colpisca
- Tollbridge
- Una notte di settembre
- Varvara Alexandrovna
- Versi ad Angiola Maria